# Environnement en Iran
L'environnement en Iran est l'environnement de l'Iran, à savoir l'ensemble des composants naturels du pays, et l'ensemble des phénomènes et interactions qui s'y déploient. Il a commencé à être pris en compte par l'État dans les années 1950, à la suite des dégradations environnementales et de la surexploitation des ressources naturelles. L'Iran s'est d'abord dotée d'une association iranienne de la vie sauvage en 1956, puis d'une organisation de la chasse et de la pêche en 1967 et enfin d'organisation de l'environnement en 1971. Le but de ces organisations était la protection de l'environnement.

## La biodiversité en Iran

### Nature en Iran
La  faune et la flore d'Iran, étant donné la grande quantité de biomes et de biotopes, accueille de nombreuses espèces animales et végétales. Certaines sont menacées d'extinction, comme le Guépard d'Iran (Acinonyx jubatus venaticus), dont il ne reste que 50 à 60 individus. En effet, la raréfaction de l'onagre du désert (Equus hemionus onager), de la gazelle indienne (Gazella bennetti), de la gazelle à goitre (Gazella subgutturosa), de l'urial (Ovis vignei) et des bezoars ibex (Capra aegagrus aegagrus), qui sont des proies du guépard, explique le danger d'extinction de l'espèce. D'autres animaux sont endémiques aux régions iraniennes, comme le Tétraogalle de Perse ou le daim de Perse, qui sont aujourd'hui très rares.

### Protection de l'environnement en Iran
Il existe en 2006 quatre types de zones protégées en Iran : 
- les parcs nationaux (16)
- les refuges de vie sauvage (33)
- les zones protégées (43)
- les monuments naturels nationaux (13).

En 2006, l'Iran identifie 21 sites « Ramsar », couvrant une superficie totale de 1 465 967 ha ; en revanche, l'Iran n'a désigné aucun site comme réserve de Biosphère.

#### Parcs nationaux
| Site                                          | Surface (hectares) |
| --------------------------------------------- | ------------------ |
| Lac d'Orumieh                                 | 464 056            |
| Kavir                                         | 446 400            |
| Bakhtegan                                     | 160 000            |
| Golestan                                      | 87 242             |
| Bamou                                         | 48 678             |
| Kolah Qazi                                    | 47 142             |
| Tandureh                                      | 35 658             |
| Khojir                                        | 10 013             |
| Sorkh-e-Hissar                                | 9 168              |
| Tang-e-Sayyad                                 | 27 244             |
| Khabr                                         | 149 934            |
| Bujagh                                        | 3 278              |
| Saluk                                         | 8 132              |
| Sarigol                                       | 7 038              |
| Turan                                         | 188 000            |
| Lar                                           | 29 778             |
| Total                                         | 1 649 771          |
| Source : Ministère de l'environnement iranien |                    |

#### Sites «Ramsar»

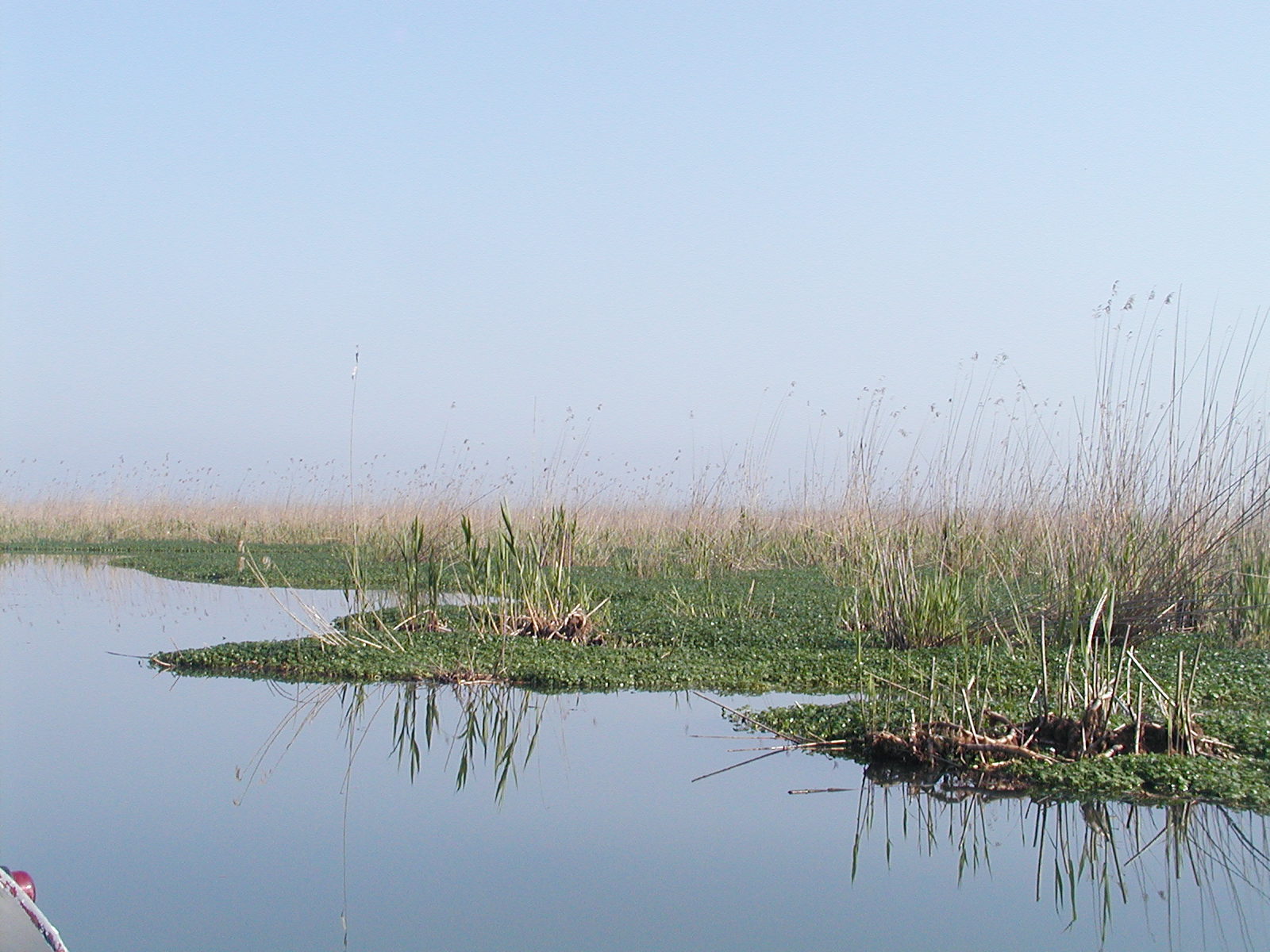
Lagon Anzali (Mordab-e Anzali), province du Gilan.

| Site                                                               | Surface (hectares) |
| ------------------------------------------------------------------ | ------------------ |
| Péninsule de Miankaleh, baie de Gorgan et Lapoo-Zaghmarz Ab-bandan | 100 000            |
| Lac Parishan et Dasht-e-Arjan                                      | 6 200              |
| Lac d'Orumieh                                                      | 483 000            |
| Lacs Neiriz et marais de Kamjan                                    | 108 000            |
| Marais de Shadegan, de Khor-al Amaya et de Khor Musa               | 400 000            |
| Hamun-e-Saberi et Hamun-e-Helmand                                  | 50 000             |
| Lac Kobi                                                           | 1 200              |
| Extrémité sud du Hamun-e-Puzak                                     | 10 000             |
| Lacs Shurgol, Yadegarlu et Dorgeh Sangi                            | 2 500              |
| Lagon de Bandar Kiashahr et embouchure du Sefid Rud                | 500                |
| Lac Amirkelayeh                                                    | 1 230              |
| Lac Gori                                                           | 120                |
| Lacs Alagol, Ulmagol et Ajigol                                     | 1 400              |
| Détroits du Khuran                                                 | 100 000            |
| Deltas du Rud-e-Shur, Rud-e-Shirin et Rud-e-Minab                  | 45 000             |
| Deltas du Rud-e-Gaz et Rud-e-Hara                                  | 15 000             |
| Lac Gavkhouni et marais du cours bas du Zayandeh rud               | 43 000             |
| Baie Govater Bay et Hur-e-Bahu                                     | 75 000             |
| Île Shidvar                                                        | 870                |
| Lagon Gomishan                                                     | 17 700             |
| Lacs de retenue des rivières Fereydoon Kenar, Ezbaran et Sorkh Rud | 5 247              |
| Total                                                              | 1 465 967          |
| Source : Wetlands.org                                              |                    |

## Impacts de l'activité humaine

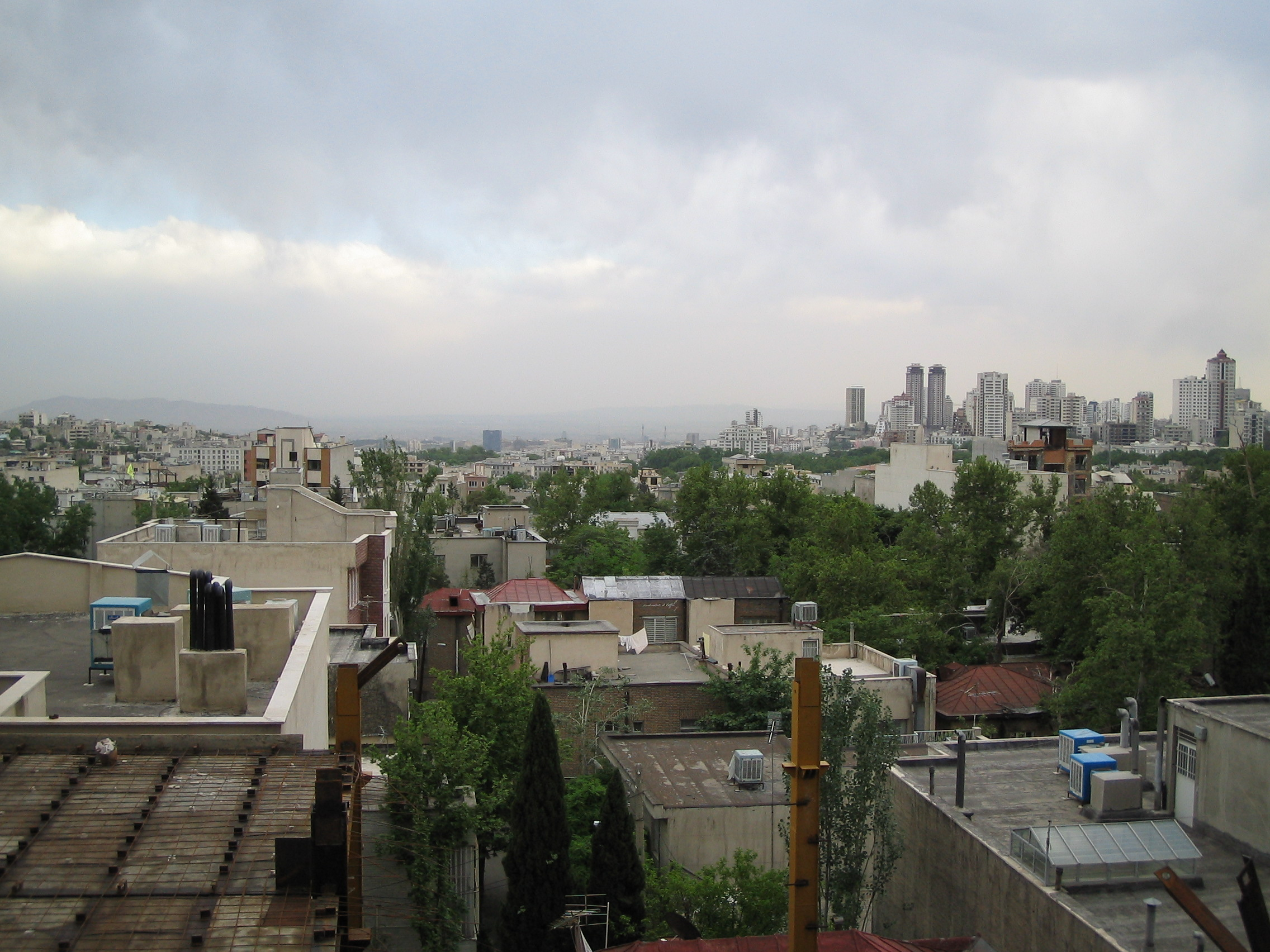
Vue sur Téhéran depuis les hauteurs de Tajrish

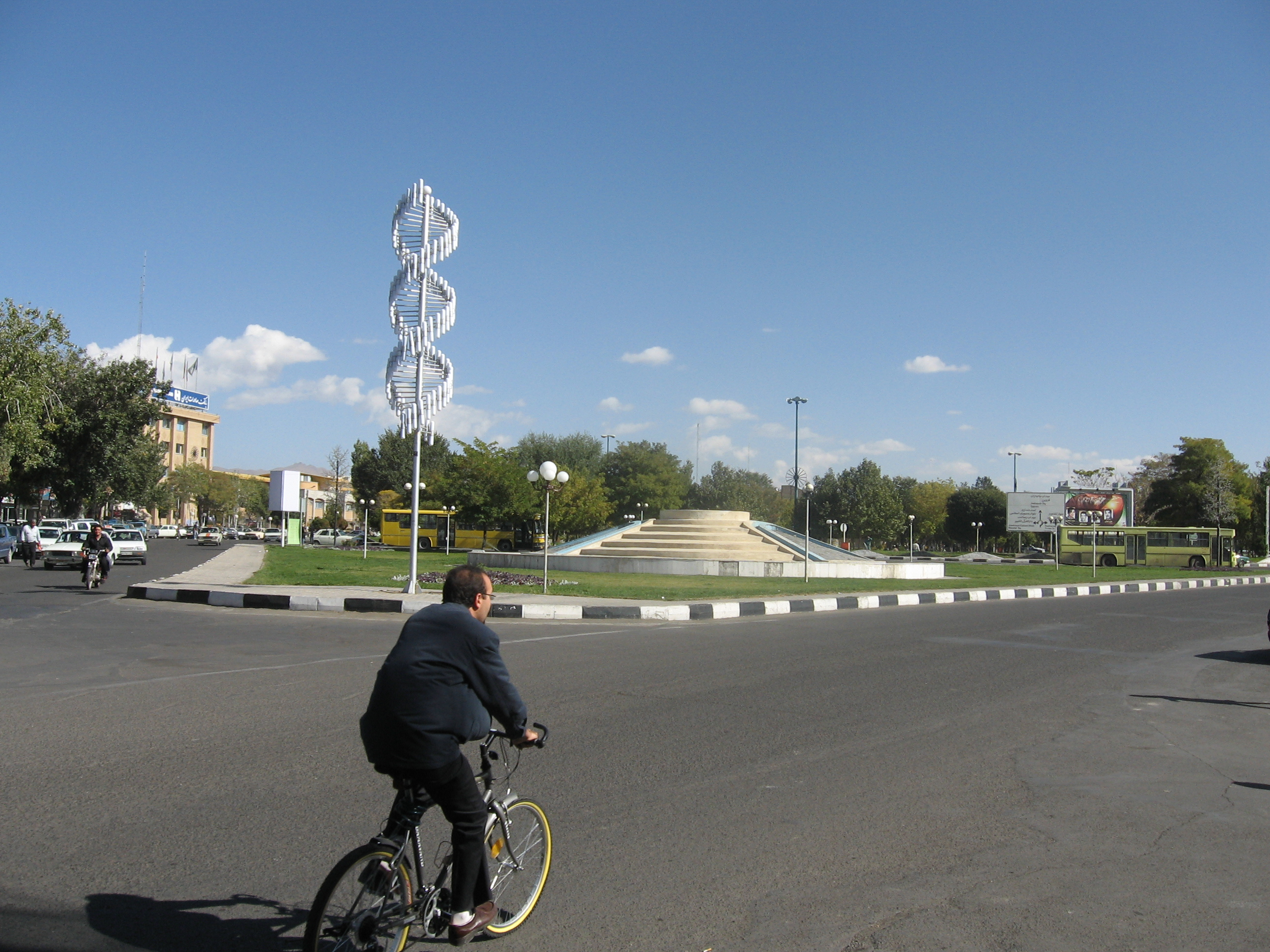
zanjan Iran

Depuis le début du XXIe siècle, les principaux problèmes environnementaux sont les suivants.

### Pollutions
- La pollution de l'air touche particulièrement les zones urbaines. Cette pollution a des causes anthropiques et est liée aux émissions des véhicules, aux opérations de raffinerie et aux effluves industriels. Le plus préoccupant de ces problèmes est peut-être celui de la qualité de l'air, plus particulièrement dans la capitale à Téhéran. Le monoxyde de carbone représente une partie importante des 1,5 million de tonnes de produits polluants rejetés à Téhéran en 2002. Le président de l'époque, Mohammad Khatami a déclaré que les voitures construites en Iran devront avoir des standards plus favorables pour l'environnement, et a promis le passage au carburant sans plomb[4]. En effet, le parc automobile est majoritairement ancien, parfois de plus de 20 ans (avec des modèles fabriqués en Iran comme la Peykan).
- La pollution par le pétrole dans le golfe Persique est due aux opérations d'extraction et de dégazage. L'Iran est le 3e pays qui a le plus gros volume de gaz brûlé dans les torchères (11,4 milliards de mètres cubes)[5].
- La pollution de l'eau est causée par les rejets industriels et les rejets non contrôlés d'eau usée.

### Agriculture
L'agriculture, avec 92 % de la consommation d'eau, est menacée par le risque sécheresse. C'est ainsi que la production de pistaches, deuxième produit d'exportation de l'Iran après le pétrole, est en net recul.

### Pression sur les ressources et impacts sur les milieux naturels
- La désertification prend au XXIe siècle des proportions alarmantes[7],[8].
- La déforestation
- La pénurie d'eau
- La diminution de la surface des marais à cause de la sécheresse.

### Transports
Le port Shahid Rajaï est le plus grand port commercial d'Iran. Plus de 70 % des marchandises de l'Iran transitent par ce port.

## Exposition aux risques et impact pour les populations

### Risque sismique

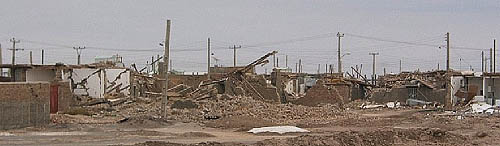
Photographie des dommages du tremblements de terre à Bam, 2003.

Le pays est soumis à un risque élevé de tremblements de terre. Les deux séismes qui ont eu le plus d'impact lors des dernières décennies sont le Séisme de 1997 à Ghayen, qui a provoqué la mort de 1 567 personnes, ainsi que 2 300 blessés et 50 000 sans-abris, et le tremblement de terre à Bam en 2003, qui a été particulièrement meurtrier, causant au moins 26 271 morts et 30 000 blessés.

### Risque d'affaissement des sols
À Téhéran, la ville s’enfonce de cinq centimètres par an, avec des zones dont le niveau baisserait même de 25 centimètres annuellement. Le pompage des eaux souterraines entraine en effet l'affaissement des sols.

### Risque de sécheresse
L'Iran a connu, dans les années 2000 et 2010, 14 années de sécheresse entrainant le départ massif des paysans vers les villes ainsi qu'un mécontentement grandissant, ayant conduit à des manifestations en 2018 dont les problèmes environnementaux en constituent le socle. La sécheresse se traduit par des tempêtes de poussière provoquées par l'assèchement des marais frontaliers en Irak, le tarissement du fleuve Zayandeh Roud, emblème d'Ispahan, la quasi-disparition du lac d'Orourmieh, l'un des plus grands lacs salés de la région...  La pénurie d'eau et les températures extrêmes menacent la sécurité du pays. « Selon les normes mondiales, une région est dans un état critique lorsque plus de 40% de ses ressources en eau renouvelables sont utilisées. Actuellement, plus de 86 % des ressources de l'Iran le sont », se désolait le ministre de l'énergie Hamid Chitchian en 2016. Quatre raisons expliquent les difficultés actuelles: le réchauffement climatique, l'accroissement de la population, l'extension de la production agricole et une mauvaise gestion des ressources aquifères. Le pays connait en 2021 sa pire sécheresse depuis 50 ans, entrainant une chute de 30% de sa production de blé.

## Politique environnementale en Iran

### Adhésion aux traités internationaux
L'Iran a signé et ratifié la convention de Ramsar (Convention relative aux zones humides d'importance internationale particulièrement comme habitats des oiseaux d'eau), la Convention pour la protection du patrimoine mondial, culturel et naturel, la Convention sur la diversité biologique, la Convention cadre sur les changements climatiques (cadre pour le protocole de Kyoto), la Convention des Nations unies sur la lutte contre la désertification, la Convention sur la prévention de la pollution des mers résultant de l'immersion de déchets, la convention pour la protection de la couche d'ozone, .
En février 2005, l'Iran a rejeté le protocole de Kyoto au nom de ses intérêts économiques. Il a également rejeté la ratification de la Convention de Stockholm (concernant l'élimination progressive de douze produits chimiques particulièrement dangereux). Mais il a finalement ratifié le traité le 22 août 2005.
Le pays a aussi participé au Programme Man and Biosphere de l'UNESCO, et neuf sites étaient identifiés comme réserves de biosphère en 1999 (pour une superficie totale de 2 609 731 ha). L'Iran a également ratifié la convention régionale pour la coopération en matière de protection de l'environnement marin contre la pollution ; le plan d'action pour la protection et le développement des zones marines et côtières du golfe.
L'Iran a signé mais n'a pas ratifié : Convention des Nations unies sur le droit de la mer, le traité de conservation de la vie marine et la convention sur la modification environnementale.

### Institutions iraniennes liées à l'environnement en Iran
L'Iran s'est d'abord dotée d'une association iranienne de la vie sauvage en 1956, puis d'une organisation de la chasse et de la pêche en 1967 et enfin d'une organisation de protection de l'environnement en 1971.
Depuis la ratification par l'Iran en 1996 de la convention cadre sur les changements climatiques, l'Iran s'est aussi doté d'un bureau national des changements climatiques, chargé de proposer des stratégies et projets afin de faire face aux changements climatiques. Ce bureau est composé de scientifiques (Université de Téhéran, Université technologique Sharif) et de représentants des ministères du pétrole, de l'énergie, du ministère de la science, de la recherche et de la technologie, du ministère de l'agriculture, du ministère de la santé et du ministère de l'environnement.

### Documentation
- (en) Daniel Balland, « Environmental protection », Encyclopædia Iranica